# Arab African International Bank
El Arab African International Bank (AAIB) es un banco comercial que tiene su sede en El Cairo. Fue creado en 1964 por una ley especial, perteneciente a partes iguales entre el Banco Central de Egipto y la Autoridad Kuwaitiana de Inversión. Posee también sucursales en los Emiratos Árabes Unidos y en el Líbano.

## Historia
Su objetivo inicial era aprovechar la riqueza de la región y de servir de pilar financiero a las ambiciones regionales. El tratado de creación fue firmado por el presidente egipcio Gamal Abdel Nasser y por Gabr Al Ahmed Al Gabr Al Sabbah, antiguo príncipe heredero de Kuwait.
En 1970, se expandió a nivel regional con el lanzamiento del AAIB-UAE, pasando a ser el primer banco del sector privado egipcio en extender sus operaciones en la región del Golfo.
En 1982, inauguró la primera sala de mercado internacional en Egipto e introdujo las primeras tarjetas de crédito en el mercado.
En septiembre de 2024, el gobierno anunció su intención de vender su participación en 32 sociedades, entre ellas la Banque du Caire, el Arab African International Bank y Bank of Alexandria mediante la bolsa de Egipto.